# Alone in the Dark 3
Pour les articles homonymes, voir Alone in the Dark.
Alone in the Dark 3 est un jeu vidéo développé par Infogrames, sorti en 1995 en France sur PC. C'est un survival horror dans la tradition de la série.

## Synopsis
À la suite des massacres de la maison Derceto (Alone in the Dark) et de Hell's Kitchen (Alone in the Dark 2), le détective Edward Carnby revient dans ce troisième volet.
Cette fois, c'est une disparition qui entraine le héros à quitter son appartement lugubre. Celle d'Emily Hartwood (nièce du pendu du premier opus). Elle avait commencé une carrière à Hollywood dans le but de réaliser un western dans une ville fantôme (nommée Slaughter Gultch) située sur la faille de San Andreas. Il y a bien longtemps, la ville a été fondée par Jebediah Stone (bandit et assassin) et dirigée par sa propre armée de mercenaires. C'est en l'espace d'une nuit que Stone et ses hommes ont disparu et que la ville fut abandonnée.
Malheureusement, l'équipe de tournage d'Emily dérange les esprits des disparus, qui reviennent dans le monde des vivants pour accomplir une terrible vengeance.

## Personnages
- Edward Carnby : le héros du jeu, le seul personnage jouable. Il porte un chemise blanc et un pantalon bleu.
- Emily Hartwood : le personnage secondaire et elle a été le personnage jouable de Alone in the dark 1, mais cette fois, elle est non jouable. Elle porte une chemisier rouge et un pantalon pourpre.
- Jedediah "Jed" Stone : l'ennemi principal
- Les frères Elwood : des hors de la loi aux ordres de Jedediah "Jed" Stone
- Shérif Dawson : un ennemi fidèle à Jedediah "Jed" Stone
- Arizona Kid : un hors de la loi du tableau
- Lone Miner : un sbire de Jedediah "Jed" Stone et il peut être vaincu avec un projectile en or
- Cobra : un sbire de Jedediah "Jed" Stone et il peut être vaincu avec un Winchester
- Hutchinson : un scientifique mutant dans sa cellule.
- Billy Silver : Un acteur qu'on voit dans un extrait de tournage et il est assommé par un esprit mystérieux.
- Indian Mummy : un Amérindien revenant dans les souterrains des laves.
- Executioner : Un bourreau revenant
- Morrison : un membre du tournage de l'équipe et meilleur ami de Emily Hartwood, il sera tué par un des hommes de Jed.
- Tobias McCarthy : un responsable du general store qui porte assistance à Edward Carnby et sera tué par un des hommes de Jed.
- Unnamed Navajo Indian : un Amérindien revenant qui porte assistance à Edward Carnby.
- Undead : Ce sont des hommes de Jed.
- Mutants : Ils sont dans la scène finale à la grotte souterraine.
- Hammer the Mutant : il est sans tête et il faut jeter sa tête dans la crevasse.